# Chrystina Sayers
Pour les articles homonymes, voir Cordova et Sayers.
 (août 2015).
Si vous disposez d'ouvrages ou d'articles de référence ou si vous connaissez des sites web de qualité traitant du thème abordé ici, merci de compléter l'article en donnant les références utiles à sa vérifiabilité et en les liant à la section « Notes et références ».
Chrystina Sayers ou Chrysie Sayers, née Chrystina Lauren Sakamoto Sayers est une chanteuse, actrice et danseuse américaine. Née le 14 août 1986[réf. nécessaire] à San Diego. Plus connue pour avoir fait partie du groupe américain Girlicious jusqu'en 2012, avant de faire un passage éclair au sein des Pussycat Dolls.

## Famille
Elle grandit à San Diego en Californie. Sa famille paternelle est formée par origine jamaïcaine, irlandaise et afro-américaine, bien que sa mère est d'origine japonaise. Elle dit qu'elle était une grande fille avec les garçons parce que ses frères aînés la taquinaient. Elle entra à l'école "La Jolla Country Day School», où elle est diplômée en 2005. Son père, Ron Sayers, et son oncle, Gale Sayers, sont les joueurs de football de la NFL. Elle a commencé à chanter à 14 ans et a étudié la danse pendant 6 ans[réf. nécessaire].

## Carrière
Chrystina a participé à l'émission The Pussycat Dolls present: Girlicious, émission où elle remporte une place dans le groupe Girlicious aux côtés de Nichole Cordova, Natalie Mejia et Tiffanie Anderson.
En 2009, Robin Antin créatrice des Girlicious, décide de sortir un DVD d'exercices de sport façon Pussycat Dolls (Pussycat Dolls Workout). Chrystina y participe aux côtés de Robin et de Nicole Scherzinger.
Le 26 février 2011, Natalie annonça via ses comptes Twitter et Facebook son départ du groupe pour poursuivre une carrière solo. Quelques minutes plus tard, Chrystina annonça à son tour son départ du groupe pour également poursuivre une carrière solo.
Après avoir quitté le groupe, Chrystina travaille comme hôtesse/chanteuse dans le restaurant Fogo De Chao à Los Angeles.
Puis fin 2011, des rumeurs circulèrent sur l'intégration de Chrystina dans le célèbre groupe les Pussycat Dolls. Début février 2012, les fans apprirent que Chrystina faisait bel et bien parti du groupe. Parmi les membres du groupe, Lauren Bennett, Vanessa Curry, Paula Van Oppen et Erika Jenkins. Les Pussycat Dolls ont participé à une opération commerciale pour le site GoDaddy.com. Le 13 avril 2012, on apprend que Chrystina quitta Les Pussycat Dolls afin de se consacrer à sa carrière de chanteuse solo.
Avril 2012, on annonça que Chrystina avait signée un contrat avec la maison de disques Genius Music pour un futur album solo. Chrystina déclara " J'ai envie de suivre mes rêves et d'être mon propre patron." "L'avenir est très excitant avec ma nouvelle équipe de Genius Music et la musique est extra." "J'ai toujours été fan de tous les genres de musique, particulièrement la Pop. J'ai décidé de faire de la Pop avec une touche d'électro, R'n'b et de Hip-hop. C'est la première fois que je vais être une voix qui montre vraiment sa vision des choses. Je suis une vraie artiste. Je pense vraiment que mes fans vont aimer ma musique. Je me sens vraiment béni à cet instant."
Le 28 septembre 2012, le titre Alive sort sur iTunes dans le monde entier. Le single atteint le Top 60 sur iTunes Canada.
En août 2013, lors du lancement de son site web, Chrystina annonce la sortie d'un nouveau single prochainement et qu'elle travaille désormais sur un EP qu'elle prévoit de sortir dans les mois à venir.
Courant 2015 Chrystina annonce travailler sur un EP.
Le 4 août 2015, Chrystina sort le single Blame You sur iTunes.
Le 14 août 2015, le jour de son anniversaire, Chrystina poste sur son compte SoundCloud le single Feel Lit, titre inédit extrait de son futur EP.

## Girlicious

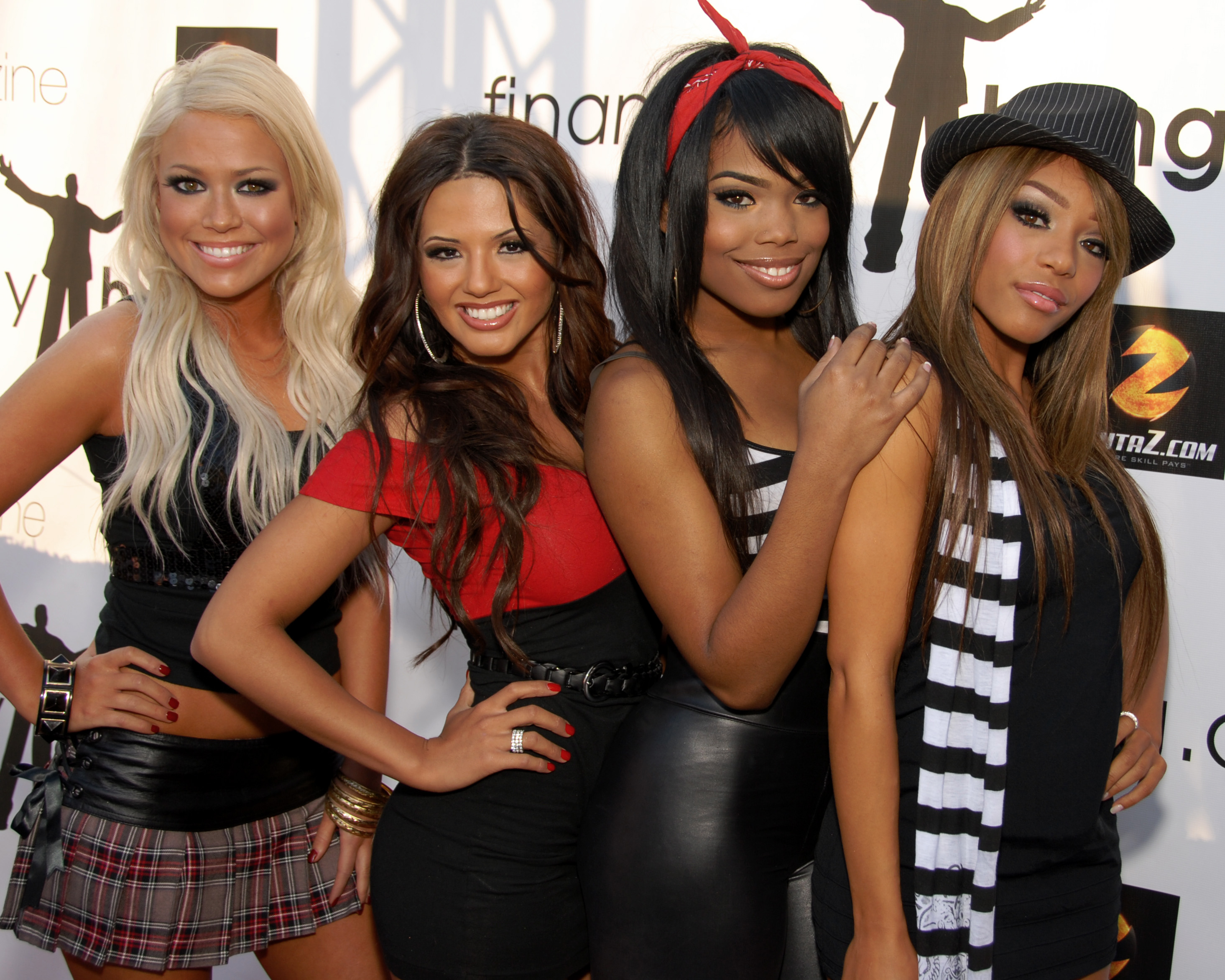
De gauche à droite, Nichole Cordova, Natalie Mejia, Tiffanie Anderson et Chrystina Sayers.

Le 12 août 2008, Chrystina et les Girlicious sortirent leur premier album éponyme. Lancé par les singles Like Me, Stupid Shit et Baby Doll. L'album fut un énorme succès au Canada. Il se positionne à la 2e place du classement canadien.
En 2010, les Girlicious enregistrent un single pour la bande originale de la célèbre émission de télé-réalité Bienvenue à Jersey Shore.
Le 22 novembre 2010, les Girlicious sortirent leur 2e album intitulé Rebuilt (Reconstruction). Cet album se fit sans Tiffanie, qui quitta le groupe peu avant les premières sessions d'enregistrement. Lancé avec les singles Over You, Maniac, 2 in the morning et Hate Love. L'album eut moins de succès que le premier. Il se positionne à la 86e place au Canada. Cet album n'a bénéficié d'aucune promotion.

## Singles avec Girlicious
- 2008 : Like Me
- 2008 : Stupid Shit
- 2008 : Baby Doll
- 2010 : Over You
- 2010 : Drank (Single de la bande originale de la célèbre émission de télé-réalité Bienvenue à Jersey Shore)
- 2010 : Maniac
- 2010 : 2 In The Morning
- 2011 : Hate Love

## Singles Solo
- 2012 : Alive
- 2015 : Blame You
- 2015 : Feel Lit

## Participations
- 2013 : Champion de Java Star Ft. Chrystina Sayers
- 2014 : Razor Blade Bobby Newberry Feat. Chrystina Sayers

## Films et télévision
- 2008 : The Pussycat Dolls present : Girlicious Gagnante de l'émission
- 2009 : The Pussycat Dolls Workout : Elle-même
- 2011 : The Closer : L.A. enquêtes prioritaires, Saison 7 épisode 1 : Une danseuse